# Troița de la Mihăileni
Troița de la Mihăileni, cunoscută și ca Monumentul eroilor, este un monument istoric aflat pe teritoriul comunei Buceș. Este situată în fața bisericii ortodoxe Duminica Tuturor Sfinților a satului Mihăileni.

## Istoric
Inițiativa ridicării monumentului au avut-o profesorii de la Liceul „Avram Iancu” din Brad, la sugestia directorilor Ioan Radu și Candin Ciocan. La 1 noiembrie 1932 s-a hotărât realizarea a 10 troițe pentru comemorarea în 1934 a 150 de ani de la Răscoala lui Horea, Cloșca și Crișan, troițe care să marcheze locuri cu importanță istorică din Țara Moților. În acest scop s-a făcut o colectă publică, în care profesorii liceului au donat fiecare câte 500 lei, iar de la societatea Mica muncitorii au contribuit cu 71 779 lei, funcționarii cu 69 966 lei și direcțiunea cu 50 000 lei. Troițele au fost amplasate la Iosășel, Hălmagiu, Ribița, Mesteacăn, Brad, Vălișoara, Curechiu, Crișcior, Mihăileni și Buceș.

## Descriere
Troițele, executate la Școala de Arte și Meserii de la Zlatna, au fost cioplite din gresie, având plăci de marmură pe care să fie înscris textul corespunzător evenimentului istoric local.
Pe troița de la Mihăileni inscripțiile sunt:
| ÎN BISERICA DE ACI AU BOTEZAT LĂNCERII LUI CRIȘAN ÎN 3 NOEMVRIE 1784 PE CONTESA CSISZAR CATERINA ÎN LEGEA ROMÂNEASCĂ ȘI AU CUNUNAT-O CU ȚĂRANUL ROMÂN CLEJ TOADER. ACI AU ZDROBIT ÎN ROATĂ NEMEȘII UNGURI A PATRA PARTE DIN TRUPUL EROULUI NOSTRU CRIȘAN, LA 16 FEBRUARIE 1785. TOT ACI LA 22 APRILIE 1849 S'AU ȚINUT TRATATIVE LE ÎNTRE AVRAM IANCU, ÎNSOȚIT DE TRIBUNII: SIMION BALINT, ION BUTEANU, VLĂDUȚ, DOBRA, MOLDOVANU, BOIERIU ȘI ÎNTRE DRAGOȘ, OMUL LUI KOSSUTH. |

iar dedesubt:
| RIDICATĂ LA 2 NOEMVRIE 1934 LA COMEMORAREA DE 150 DE ANI. |

Pe soclul troiței există un basorelief de bronz, realizat de sculptorul Radu Moga-Mânzat, care prezintă scena cununiei la care se referă inscripția.